# DC Super Hero Girls (serie animata 2019)
DC Super Hero Girls è una serie televisiva animata statunitense del 2019, sviluppata da Lauren Faust e prodotta da Warner Bros. Animation e DC Entertainment.
Basata sull'omonima webserie e sull'omonimo franchise, la serie segue le avventure delle versioni adolescenziali di Wonder Woman / Diana Prince, Supergirl / Kara Zor-El, Bumblebee / Karen Beecher-Duncan, Batgirl / Barbara Gordon, Zatanna / Zee Zatara e Lanterna Verde / Jessica Cruz, qui in veste di studentesse alla Metropolis High School.
La serie viene trasmessa negli Stati Uniti su Cartoon Network dall'8 marzo 2019. In Italia la serie viene trasmessa dal 13 settembre 2019 su Cartoon Network mentre i corti sul canale youtube Dc Super Hero Girls Italia.

## Trama
La serie si concentra su sei supereroine dalle identità segrete: Wonder Woman, Batgirl, Supergirl, Zatanna, Lanterna Verde e Bumblebee. Le sei ragazze si incontrano alla Metropolis High School e formano una squadra di supereroi chiamata "Super Hero Girls".

## Episodi
| Stagione         | Episodi | Prima TV USA | Prima TV Italia        |
| ---------------- | ------- | ------------ | ---------------------- |
| Prima stagione   | 52      | 2019-2020    | 2019-2020              |
| Seconda stagione | 26      | 2021         | 2021-2022              |
| Corti            | 52      | 2019-2020    | Inediti in televisione |

## Personaggi e doppiatori

### Personaggi principali
- Wonder Woman (Diana Prince), voce originale di Grey Griffin, italiana di Claudia Scarpa e Rossa Caputo.
- Batgirl (Barbara "Babs" Gordon), voce originale di Tara Strong, italiana di Serena Sigismondo e Emanuela Ionica.
- Supergirl (Kara Danvers), voce originale di Nicole Sullivan, italiana di Giulia Franceschetti e Barbara Pitotti.
- Zatanna (Zee Zatara), voce originale di Kari Wahlgren, italiana di Roisin Nicosia.
- Lanterna Verde (Jessica Cruz), voce originale di Myrna Velasco, italiana di Eva Padoan.
- Bumblebee (Karen Beecher), voce originale di Kimberly Brooks, italiana di Joy Saltarelli.

### Personaggi ricorrenti
- Barry Allen, voce originale di Phil LaMarr, italiana di Paolo De Santis, Stefano Broccoletti e Alessandro Campaiola.
- Hal Jordan, voce originale di Jason Spisak, italiana di Marco Vivio e Edoardo Stoppacciaro.
- Poison Ivy, voce originale di Cristina Milizia, italiana di Ludovica Bebi e Monica Ward.
- Catwoman, voce originale di Cree Summer, italiana di Margherita De Risi, Sara Labidi e Francesca Guadagno.
- Livewire, voce originale di Mallory Low, italiana di Eleonora Reti e Giulia Catania.
- Carol Ferris, voce originale di Kari Wahlgren, italiana di Tiziana Martello.

## Produzione
Visto il successo della webserie omonima, nel maggio 2017 è stata annunciata un'iterazione televisiva della serie. La sviluppatrice Lauren Faust, che aveva già lavorato precedentemente ai cortometraggi Super Best Friends Forever, fa anche da produttrice esecutiva. Tara Strong e Nicole Sullivan riprendono rispettivamente il ruolo di Batgirl e Supergirl di Super Best Friends Forever, mentre Grey Griffin, che in precedenza aveva doppiato Wonder Girl dei cortometraggi DC Nation, riprende il ruolo di Wonder Woman della webserie. Nel 2018 fu pubblicato un poster che mostrava il primo aspetto dei personaggi principali. La serie è animata dallo studio canadese Jam Filled Entertainment.